# Leanne Wood
Leanne Wood (née le 13 décembre 1971), membre de l'Assemblée nationale du pays de Galles, a été dirigeante du parti nationaliste gallois Plaid Cymru entre 2012 et 2018. Socialiste, républicaine et indépendantiste avouée, elle est la première femme à diriger ce parti et son premier chef à ne pas parler couramment le gallois.

## Résultats électoraux

### Chambre des communes
| Élection          | Circonscription | Parti | Parti       | Voix  | %    | Résultat |
| ----------------- | --------------- | ----- | ----------- | ----- | ---- | -------- |
| Générales de 1997 | Rhondda         |       | Plaid Cymru | 5 450 | 13,4 | Non élue |
| Générales de 2001 | Rhondda         |       | Plaid Cymru | 7 183 | 21,1 | Non élue |

### Assemblée galloise
| Élection             | Circonscription                       | Parti | Parti       | Voix   | %    | Résultat |
| -------------------- | ------------------------------------- | ----- | ----------- | ------ | ---- | -------- |
| Législatives de 2003 | South Wales Central (liste régionale) |       | Plaid Cymru | 27 956 | 15,4 | Élue     |
| Législatives de 2007 | South Wales Central (liste régionale) |       | Plaid Cymru | 32 207 | 15,5 | Élue     |
| Législatives de 2011 | South Wales Central (liste régionale) |       | Plaid Cymru | 28 606 | 13,7 | Élue     |
| Législatives de 2016 | Rhondda                               |       | Plaid Cymru | 11 891 | 50,6 | Élue     |
| Législatives de 2021 | Rhondda                               |       | Plaid Cymru | 7 335  | 31,3 | Battue   |